# Аджайи, Олувафеми
Олувафеми Аджайи (англ. Oluwafemi Ajayi; род. 29 января 1996, Лагос, Лагос), более известный, как Джуниор Аджайи англ. Junior Ajayi — нигерийский футболист, нападающий сборной Нигерии. Участник Олимпийских игр 2016 года в Рио-де-Жанейро.

## Клубная карьера
Аджайи начал профессиональную карьеру в тунисском клубе «Сфаксьен». 27 сентября 2015 года в матче против «Гафсы» он дебютировал в чемпионате Туниса. В этом же поединке Олувафеми забил свой первый гол за «Сфаксьен». В своём дебютном сезоне он забил 10 голов в 28 матчах и стал лучшим бомбардиром команды.
Летом 2016 года Аджайи перешёл в египетский «Аль-Ахли».

## Международная карьера
Летом 2016 года Олувафеми стал бронзовым призёром Олимпийских игр в Рио-де-Жанейро. На турнире он сыграл в матчах против команд Дании и Германии.

## Достижения
Нигерия (до 23)
- Бронзовый призёр олимпийских игр — 2016

Аль-Ахли (Каир)
- Победитель Лиги чемпионов КАФ — 2020, 2021